# Radio Merzig
Radio Merzig war ein lokaler Hörfunksender für die Region Merzig. Er hatte am 13. August 2010 um 15:00 Uhr seinen Sendebetrieb aufgenommen.
Am 18. Juli 2016 stellte Radio Merzig UG den Sendebetrieb ein.
Betreiber war die Radio Merzig UG. Gesendet wurde ein Musik- und Informationsprogramm mit dem Schwerpunkt Popmusik und lokalen Nachrichten aus dem Sendestudio in Merzig. Gesendet wurde von Merzig für Merzig und die dazugehörige Region. Der Sender war auf UKW auf der Frequenz 105,1 MHz vom Nackberg zu empfangen, die davor von Antenne West genutzt wurde.

## Programm
Das Programm wurde 24 Stunden ausgestrahlt, wovon ab 6:00 Uhr 12 Stunden mit etwa 10 Mitarbeitern live produziert wurden. Radio Merzig hatte folgende Moderatoren: Tom Becker, Nicola Lerner, Raimondo Licata und Jan Lüghausen.